# 大埔滘山洪暴發事件
大埔滘山洪暴發事件發生於1955年8月28日，28名遊人於當天因突如其來的暴雨及山洪暴發被洪水沖走死亡。

## 經過
當天下午約1時30分，一群來自多間小學的師生及九廣鐵路的員工親屬，於大埔滘松仔園進行戶外活動。部份師生於下游的猛鬼湖（今滌濤山所在）游泳。中午過後突然下起大雨，部份泳者走到附近的橋下避雨，另一部份仍在水中嬉戲。至下午2時突然山洪暴發，雨水夾雜著泥石將多人沖走。遇難者的遺體被沖至下游的猛鬼湖，當天下午已發現21名遇難者遺體，最後證實遇難者共28人，當中20人是聖雅各褔群會小學的師生。

## 事後

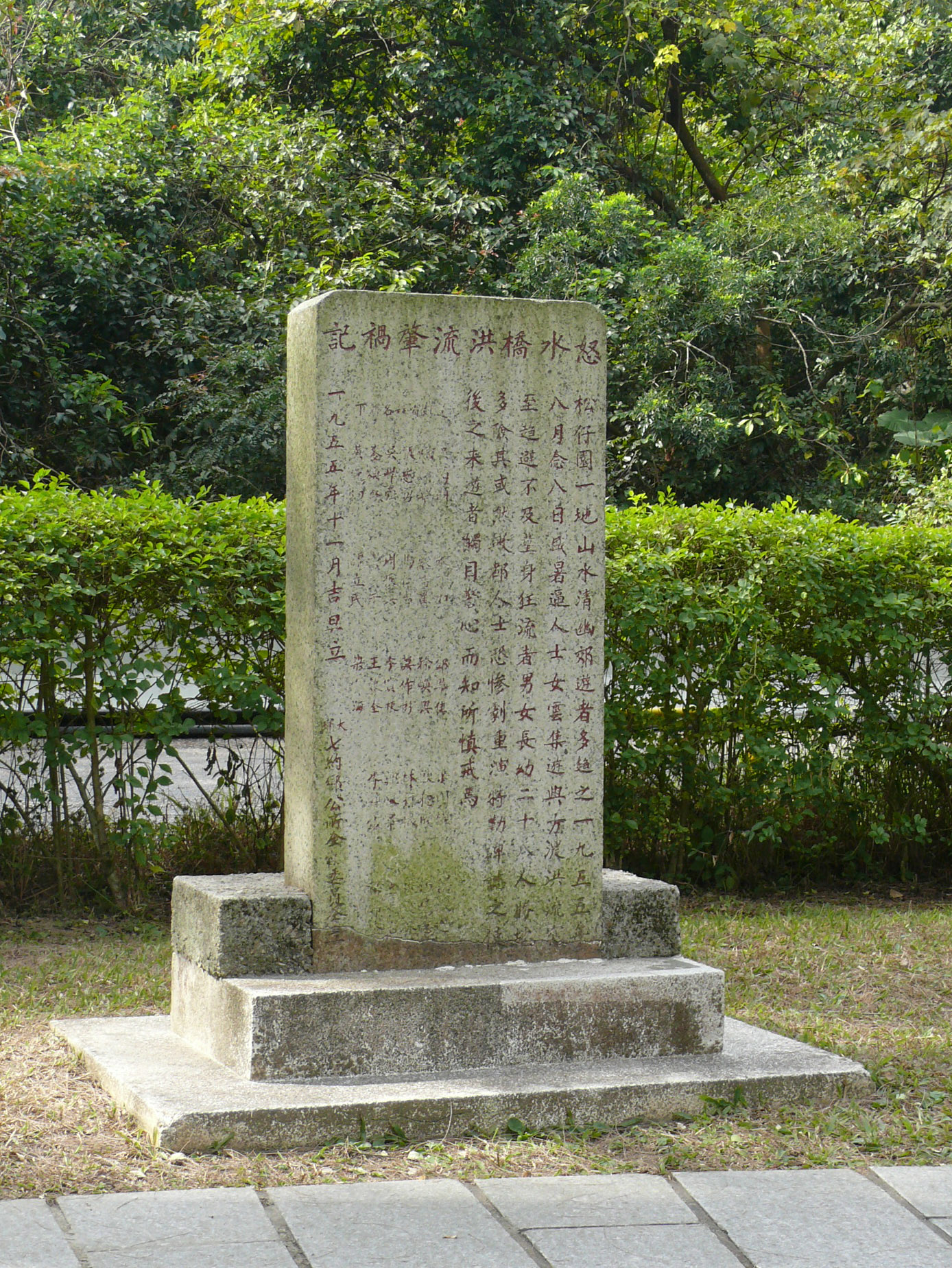
松仔園的石碑。

慘劇發生後，政府在該處興建公園；大埔七約鄉公所亦立了一座石碑，以記念是次悲劇，並將那條被誤用作避雨的橋樑易名為「怒水橋」。

石碑題為《怒水橋洪流肇禍記》，碑文曰：
松仔園一地，山水清幽，郊遊者多趨之。一九五五年八月念八日，盛暑逼人，士女雲集，遊興方濃，洪流突至，趨避不及，葬身狅流者，男女長幼二十八人。勝地多險，其或然歟。都人士恐慘劇重演，特勒碑誌之，使後之來遊者，觸目警心而知所慎戒焉。遇難者姓名列下：吳灼明、張丁加、邱華佳、梁國權、魏淑蓮、謝焯華、張富星、徐煥興、歐德成、潘宏志、張志勇、馬仁志、莫作彬、林行根、梁寶珠、吳學強、周振興、李寶根、鄭棣華、金碧、麥煥勝、梁牛、王效全、李靜儀、梁錦全、黃麗卿、譚立民、梁海。一九五五年十一月吉旦立，大埔七約鄉公所全體委員仝立。
後來，位於怒水橋附近的一段大埔公路，經常發生交通事故，釀成多人死亡，當中更涉及多次離奇車禍。於是乎，有關鬼怪傳聞不脛而走，「怒水橋」一名漸漸被人稱為「猛鬼橋」。